# Hesperodiaptomus augustaensis
Hesperodiaptomus augustaensis är en kräftdjursart som först beskrevs av Turner 1910.  Hesperodiaptomus augustaensis ingår i släktet Hesperodiaptomus och familjen Diaptomidae. IUCN kategoriserar arten globalt som sårbar. Inga underarter finns listade i Catalogue of Life.